# Taenaris scylla
Taenaris scylla är en fjärilsart som beskrevs av Otto Staudinger 1887. Taenaris scylla ingår i släktet Taenaris och familjen praktfjärilar. Inga underarter finns listade i Catalogue of Life.